# Реагент 2,4-дінітрофенол
Реагент 2,4-дінітрофенол (рос. реагент 2,4-динитрофенол; англ. reagent 2,4 - dinitrophenol; нім. Reagens n 2, 4-Dinytrophenol) – порошкоподібна речовина з жовтих ромбічних пластинок, хімічна формула С6Н4N2О5. Призначена для оброблення привибійної зони пласта біля нагнітальних свердловин з метою придушення сульфатредукції (ТУ 6-14-344-75 для дослідної партії реаґенту). 